# Terra d'armaris
Terra d'armaris (títol original: Closet land) és un drama psicològic  estatunidenc dirigit per Radha Bharadwaj, estrenat l'any 1991. Ha estat doblat al català.
La integritat del film està basat en l'intercanvi entre una jove presonera, interpretada per Madeleine Stowe, i el seu interrogador interpretat per Alan Rickman.

## Argument
Situat en un país no especificat, una jove novel·lista es segrestada del seu domicili a mitja nit i empresonada en una habitació ombrívola i freda. És acusada d'haver-hi dissimulat missatges subversius a la seva obra per nens, titulada Closet Land.
El llibre en qüestió conta la història d'una nena que, després d'un mal comportament, ha estat tancada en un armari com a castig.
La nen és acollida per un grup d'aliats arquetips que, innocentment, tempten de reconfortar la nena espantada. El llibre en la seva integritat, d'un contingut simple en aparença, és sospitós d'introduir i d'encoratjar idees anarquistes al jove públic objectiu.
La jove autora és interrogada per un home que, simulant calma i tranquil·litat, farà servir estratagemes psíquiques i de suplicis durant tota l'entrevista amb l'objectiu de doblegar-la i de obligar-la a penedir-se. Un duel fi entre ells, potent en el més profund de cadascú per protegir-se de l'oponent. L'home intentarà de guanyar-se-la d'un costat i la torturarà de l'altre, sembrant el desconcert en la seva ànima. La jove resistirà per tots els mitjans per assumir les seves idees.
Encara que l'interrogador estigui convençut que la jove és culpable, l'espectador està convençut de la seva innocència o almenys, està influït per la seva tria a mesura que fa prova de coratge ("Podeu trencar el meu cos però no la meva ànima"). Se sap més tard que aquest llibre per nens ha estat concebut com una mena de subterfugi, després de les agressions sexuals que l'autora va suportar durant la seva pròpia infantesa.

## Repartiment
- Alan Rickman: el interrogador
- Madeleine Stowe: la novel·lista